# Јужна Кореја на Светском првенству у атлетици на отвореном 2019.
Јужна Кореја је учествовала на 17. Светском првенству у атлетици на отвореном 2019. одржаном у Дохи од 27. септембра до 6. октобра седамнаести пут, односно учествовала је на свим првенствима до данас. Репрезентацију Јужне Кореје представљало је 4 такмичара који су се такмичили у 3 дисциплине., 
На овом првенству такмичари Јужне Кореје нису освојили ниједну медаљу нити су остварили неки резултат.

## Учесници
Мушкарци:
- Кукиоунг Ким — 100 м
- Хјунсуб Ким — 20 км ходање
- Byeongkwang Choe — 20 км ходање
- Минсуб Јин — Скок мотком

## Резултати

### Мушкарци
| Атлетичар        | Дисциплина   | Лични рекорд | Предтакмичење | Предтакмичење | Квалификације | Квалификације | Полуфинале           | Полуфинале           | Финале               | Финале       | Детаљи |
| Атлетичар        | Дисциплина   | Лични рекорд | Резултат      | Место         | Резултат      | Место         | Резултат             | Место                | Резултат             | Место        | Детаљи |
| ---------------- | ------------ | ------------ | ------------- | ------------- | ------------- | ------------- | -------------------- | -------------------- | -------------------- | ------------ | ------ |
| Кукиоунг Ким     | 100 м        | 10,07 НР     | 10,32 КВ      | 1. у гр. 2    | 10,32         | 6. у гр. 4    | Није се квалификовао | Није се квалификовао | Није се квалификовао | 32 / 65 (68) |        |
| Byeongkwang Choe | 20 км ходање | 1:20:40      |               |               |               |               |                      |                      | 1:33:10              | 21 / 40 (53) |        |
| Хјунсуб Ким      | 20 км ходање | 1:19:13 НР   | 1:42:13       | 37 / 40 (53)  |               |               |                      |                      |                      |              |        |
| Минсуб Јин       | Скок мотком  | 5,75         |               |               | 5,45          | 12. у гр. А   |                      |                      | Није се квалификовао | 25 / 29 (33) |        |